# Wilhelm Heun
Wilhelm Heun (* 23. Mai 1895 in Herborn; † 21. September 1986 in Göttingen) war ein deutscher Generalleutnant und Divisionskommandeur im Zweiten Weltkrieg.

## Leben
Heun begann Anfang April 1914 ein Tiefbaustudium an der TH Darmstadt. Mit Ausbruch des Ersten Weltkriegs meldete er sich am 10. August 1914 als Freiwilliger zum Kurhessischen Jäger-Bataillon Nr. 11 der Preußischen Armee. Ende des Monats wurde er dem Reserve-Jäger-Bataillon Nr. 24 zugeteilt und kam Mitte Oktober 1914 an die Westfront. Mitte Januar 1915 erfolgte seine Versetzung zum I. Ersatz-Bataillon des Infanterie-Regiments „von Goeben“ (2. Rheinisches) Nr. 28. Nach einer fünfmonatigen Verwendung beim Regiment an der Westfront wurde Heun wieder dem I. Ersatz-Bataillon überwiesen und absolvierte ab Mitte November 1915 einen Offizieraspirantenkursus in Döberitz. Nach dem erfolgreichen Abschluss kehrte er zum Regiment zurück, das in Stellungskämpfen an der Aisne lag. Dort wurde Heun am 30. Mai 1916 zum Leutnant der Reserve befördert und in der Folgezeit als Zugführer verwendet. Nachdem er im letzten Kriegsjahr noch zum Kompanieführer avanciert war, wurde er nach Kriegsende am 7. Dezember 1918 aus dem Militärdienst entlassen.
Heun setzte daraufhin sein vor dem Krieg begonnenes Studium in Darmstadt fort. 1919/20 studierte er dann Wirtschafts- und Sozialwissenschaft an der Universität in Frankfurt am Main.
Am 1. Oktober 1922 wurde er zunächst L-Angestellter bei der 3. Kavallerie-Division der Reichswehr und Bearbeiter bei der Bezirksleitung Marburg. Zum 1. Oktober 1933 erfolgte seine Übernahme in das L-Offizierkorps und Beschäftigung als Sachbearbeiter beim Wehrbezirkskommando Marburg. Am 1. Mai 1934 wurde Heun mit Rangdienstalter vom 1. April 1933 als Hauptmann in das aktive Offizierskorps der Reichswehr übernommen und beim Stab des Infanterie-Regiments 15 angestellt. Nach Verwendungen als Kompaniechef avancierte Heun am 1. Januar 1937 zum Major und war vom 10. November 1938 bis zum 26. August 1939 Kommandeur des Ergänzungs-Bataillons im Infanterie-Regiment 57.
Zu Beginn des Zweiten Weltkrieges war er Kommandeur des II. Bataillons im Infanterie-Regiment 471 bei der 251. Infanterie-Division. Im November 1939 wurde er Bataillonskommandeur im Infanterie-Regiment 116 der 9. Infanterie-Division, welche in Frankreich eingesetzt war. Er wurde am 1. Juni 1940 zum Oberstleutnant befördert und wechselte 1941 an die Ostfront, wo sein Regiment im Süden der Sowjetunion eingesetzt wurde. Am 22. März 1942 wurde er mit der Führung des Infanterie-Regiments 435 der 215. Infanterie-Division beauftragt.
Am 1. April 1942 wurde er zum Oberst befördert, einen Monat später zum Regimentskommandeur ernannt und am 23. Oktober mit dem Deutschen Kreuz in Gold ausgezeichnet. Am 11. Januar 1943 kam er in die Führerreserve und besuchte einen Ausbildungskurs als Divisionsführer. Ab dem 1. März 1944 wurde er als Nachfolger von Generalleutnant Theodor Scherer mit der Führung der bei der 16. Armee stehenden 83. Infanterie-Division betraut, deren Kommando er mit seiner Beförderung zum Generalmajor Anfang Mai 1944 übernahm. Als Heun von Ende Juni bis August 1944 auf Heimaturlaub ging, wurde er in der Divisionsführung vorübergehend durch den damaligen Oberst Heinrich Götz vertreten. Am 9. November 1944 wurde Heun zum Generalleutnant befördert und am 9. Dezember 1944 mit dem Ritterkreuz des Eisernen Kreuzes ausgezeichnet. Seine Truppen erlitten beim Ausbruch aus dem Kessel von Graudenz schwere Verluste. Er gab sein Kommando am 28. März 1945 an Maximilian Wengler ab und wurde erneut in die Führerreserve versetzt.
Am 5. April 1945 wurde er schließlich zum Kommandeur der aus Mitgliedern des Reichsarbeitsdienstes (RAD) neu gebildeten Infanterie-Division Schlageter ernannt, welche zunächst der 12. Armee im Raum westlich von Potsdam und ab 26. April der Armeegruppe Blumentritt unterstellt wurde. Die Division kam im Rahmen der 3. Panzerarmee noch am 29. April im Bereich des XXXXVI. Panzerkorps südlich des Müritzsees gegen die Rote Armee zum Einsatz. Am 3. Mai 1945 begab sich Heun mit dieser Division im westlichen Mecklenburg in amerikanische Gefangenschaft. Nach seiner am 10. Juli 1947 erfolgten Entlassung zog er sich nach Göttingen zurück, wo er 1986 im Alter von 91 Jahren verstarb. Er wurde im Familiengrab Meckel auf dem Stadtfriedhof von Göttingen (UW 78) beigesetzt.